# Rod Laver Arena

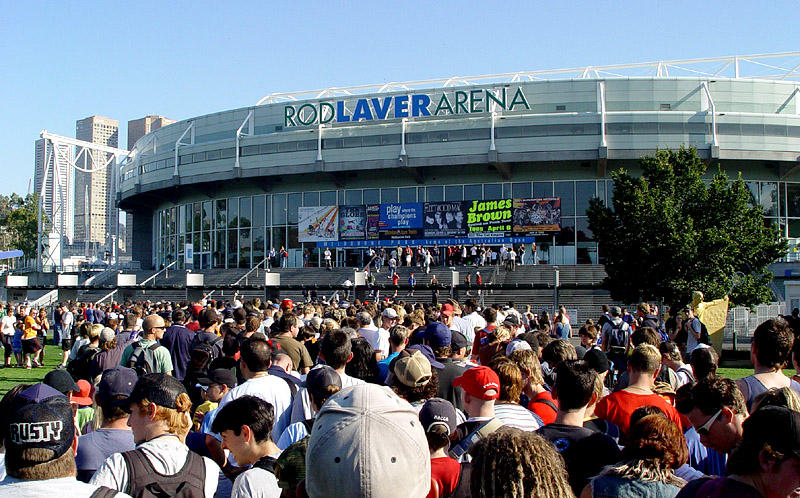
Rod Laver Arena – widok z zewnątrz

Rod Laver Arena – wielofunkcyjny stadion będący największą areną kompleksu Melbourne Park w Melbourne (Wiktoria, Australia). Na obiekcie znajduje się główny kort tenisowy turnieju Wielkiego Szlema: Australian Open.

## Historia
Obiekt został wybudowany w 1988 i jest centralnym punktem Melbourne Park’s Tennis Centre, a prace rozpoczęły się w 1985. Początkowo nazywał się Centre Court, jednak w styczniu 2000 nadano mu imię legendarnego australijskiego tenisisty Roda Lavera, jedynej osoby, która wygrała Wielkiego Szlema dwukrotnie. Stadion gości 1,5 miliona widzów rocznie.
Stadion od początku istnienia posiada zasuwany dach, pozwalający kontynuować zawody w czasie deszczu lub upału. W roku 2007 zainstalowano elektroniczny system Hawk-Eye, który umożliwia sprawdzanie śladów po piłce na prośbę zawodnika.

## Wydarzenia

### Sport

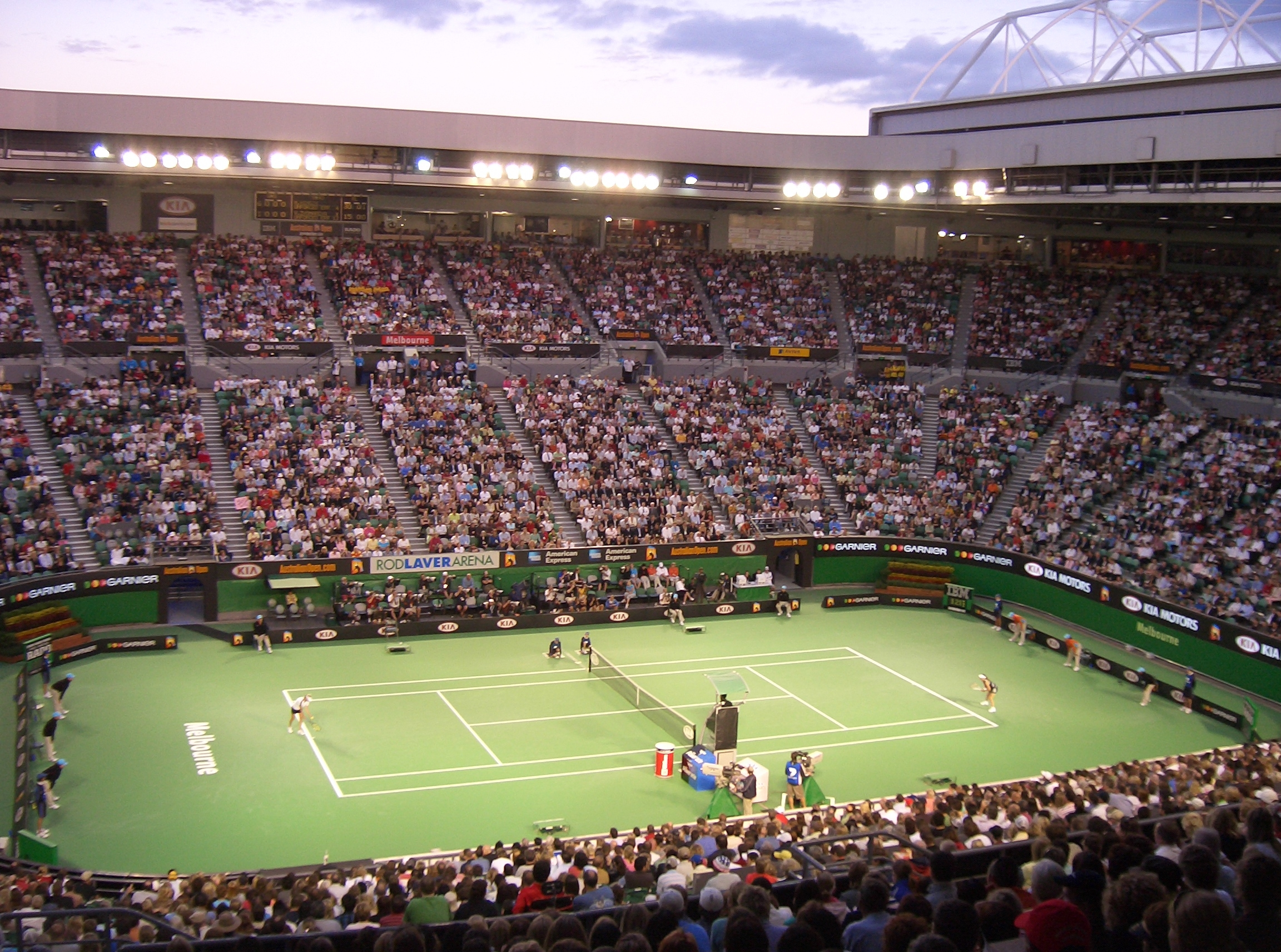
Wnętrze stadionu podczas Australian Open

Poza meczami tenisa odbywają się zawody motocrossowe, zawody cyklu World Wrestling Entertainment oraz występy baletowe.
Od 3 kwietnia 1992 do kwietnia 2000 obiekt pełnił rolę siedziby drużyn koszykarskich Melbourne Tigers oraz South-East Melbourne Magic. Rod Laver Arena gościło 287 meczów ligi NBL w tym finały w 1992, 1996, 1997 i 1998 roku. Największą (15 366 osób) widownię przyciągnęły lokalne derby między Tigers i Magic w 1996.
W październiku 2000 odbyły się tam Mistrzostwa Świata w wrestlingu. Podczas Igrzyska Wspólnoty Narodów 2006 Rod Laver Arena gościło zawody gimnastyczne.
W marcu 2007 Rod Laver Arena zostało zamienione na pływalnię o rozmiarach olimpijskich (imienia australijskiej pływaczki Susie O’Neill) na czas Mistrzostw Świata w Pływaniu 2007.

### Koncerty
Kylie Minogue wystąpiła na stadionie 20 razy, począwszy od pierwszego koncertu w 1990 podczas trasy Enjoy Yourself do występu podczas trasy zatytułowanej KylieX2008.
Rekordzistką pod względem liczby występów na Rod Laver Arena podczas jednej trasy jest Pink, która zaśpiewała tam 17 razy podczas zorganizowanej w 2009 roku trasy Funhouse. W 2013 roku zwiększyła swój rekord dając 18 występów podczas trasy The Truth About Love. Wcześniej dała tam siedem koncertów – pierwszy w 2004 roku w ramach trasy Try This oraz sześć następnych podczas trasy I’m Not Dead w 2006 roku.
Lady Gaga podczas swoich trzech tras koncertowych The Fame Ball Tour, The Monster Ball Tour i The Born This Way Ball Tour zagrała na tym obiekcie 10 koncertów.
Ariana Grande wystąpiła tu dwa razy podczas trasy Dangerous Woman Tour.
Prócz tego Rod Laver Arena znane jest z organizowania koncertów grup metalowych, takich jak amerykańska Slipknot czy brytyjska Iron Maiden.

### Rekordy
- 18 listopada 2007 roku podczas koncertu Justina Timberlake’a promującego płytę FutureSex/LoveSounds na Rod Laver Arena zgromadziło się 16 183 widzów[1].
- Podczas rozgrywanych w listopadzie 2007 WWE RAW Survivor Series Tour zebrało się tam 15 570 fanów wrestlingu.